# أحمد ياسر
أحمد ياسر لاعب كرة قدم قطري من أصول مصرية ، ولد في (17 مايو1994) ، .
أحمد ياسر شقيق اللاعبين حسين ياسر ومحمد ياسر .

## نادي الدحيل
كان يلعب في نادي لخويا في عام 2017 صدر قرار بدمج نادي لخويا مع نادي الجيش تحت مسمى نادي الدحيل و انظم بعدها إلى نادي الدحيل و أعاره الدحيل إلى نادي ديبورتيفا ليونيسا الإسباني ونادي الريان وفيسيل كوبه .

## الروابط الخارجية
- أحمد ياسر على موقع الاتحاد الدولي (مؤرشف)  (الإنجليزية)
- أحمد ياسر على موقع رابطة كرة القدم اليابانية للمحترفين (اليابانية)
- أحمد ياسر على موقع قاعدة بيانات كرة القدم.إي يو (الإنجليزية)
- أحمد ياسر على موقع ناشيونال فوتبول تيمز (الإنجليزية)
- أحمد ياسر على موقع Soccerway.com (الإنجليزية)
- أحمد ياسر على موقع عالم كرة القدم.نت (الإنجليزية)